# Boios
Boios ou bóios (em latim: Boii; em grego: Βοιοι) eram os membros de uma antiga tribo celta que viveu na Gália Transalpina (atual França), Gália Cisalpina (norte da Itália), assim como na Panónia (atual oeste da Hungria), Boêmia, Morávia e oeste da Eslováquia.

## História

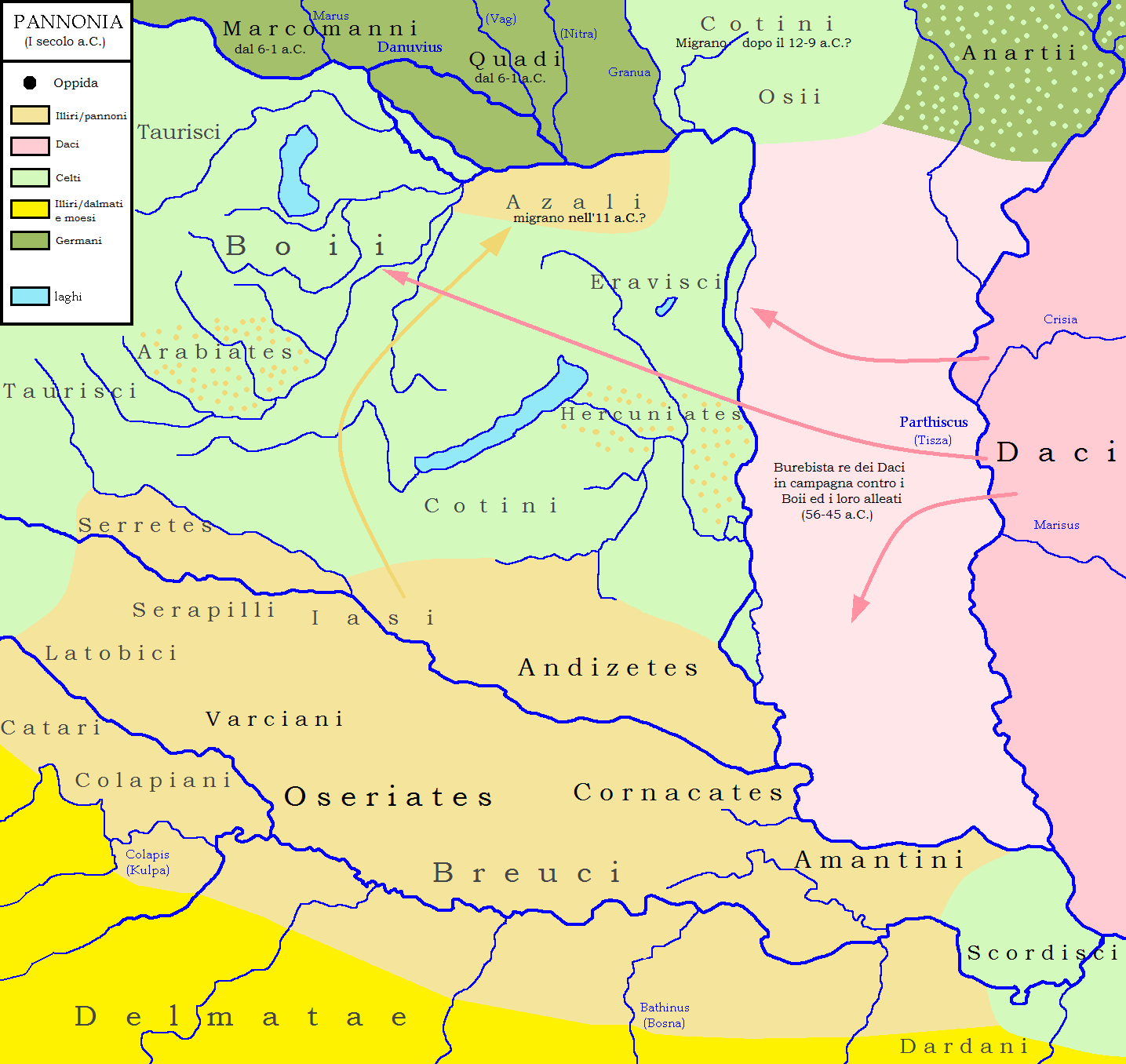
Mapa das populações da Panónia.

De acordo com autores clássicos, os Boios atravessaram a Poeninus mons (Passo de São Bernardo) e se estabeleceram na planície do rio Pó, onde subjugaram a civilização local, os Etruscos. Outra tribo celta, entre eles os ínsubres, Cenomanos, Língones e Sênones também se estabeleceram ao norte da Itália, alguns deles, como os Lepôncios, desde os tempos pré-históricos. Os Boios ocuparam o velho assentamento etrusco da Felsina e nomearam-na como Bonônia (Bolonha). Achados arqueológicos indicam a pacífica coexistência entre os Celtas e os Etruscos na região.
Na segunda metade do século III a.C., os Boios aliaram-se com os Gauleses da Gália Cisalpina e com os Etruscos contra Roma. Eles também brigaram ao lado de Aníbal, matando o general romano Lúcio Postúmio Albino na emboscada da Floresta Litana. Pouco tempo depois, eles perderam na Batalha de Telamão (224 a.C.) e na Batalha de Mutina (193 a.C.) perto de Mutina (atual Módena). Depois da perda da sua capital, grande parte dos Boios deixaram a Itália.
Os Boios da Panónia são mencionados no século II a.C. quando eles repeliram os Cimbros e Teutões. Mais tarde, eles atacaram a cidade de Noreia (na atual Áustria) pouco tempo antes um grupo de Boios (32.000 de acordo com Júlio César - o número provavelmente é um exagero) juntaram-se aos Helvécios na tentativa de colonizar o oeste da Gália. Derrotados, a influente tribo dos éduos permitiram que os sobreviventes Boios fizessem assentamentos em seu território, mas precisamente no ópido da cidade romana de Gorgobina (localizada na atual França). Embora atacados por Vercingetórix durante uma fase da guerra, eles lhe apoiaram durante a Batalha de Alésia.
Outra parte de Boios permaneceram perto do seu "lar" tradicional, na atual Hungria perto do Danúbio e Rio Mur, com um centro na atual Bratislava.
Os Boios habitaram a Boêmia (Boiohemum), de onde foram expulsos pelos Marcomanos, eles passaram então a viver na Baviera, formando com os germânicos desta região um novo povo, os Bávaros. Porém estes 2 fatos são contestados.